# St. Gotthard (Großrettbach)

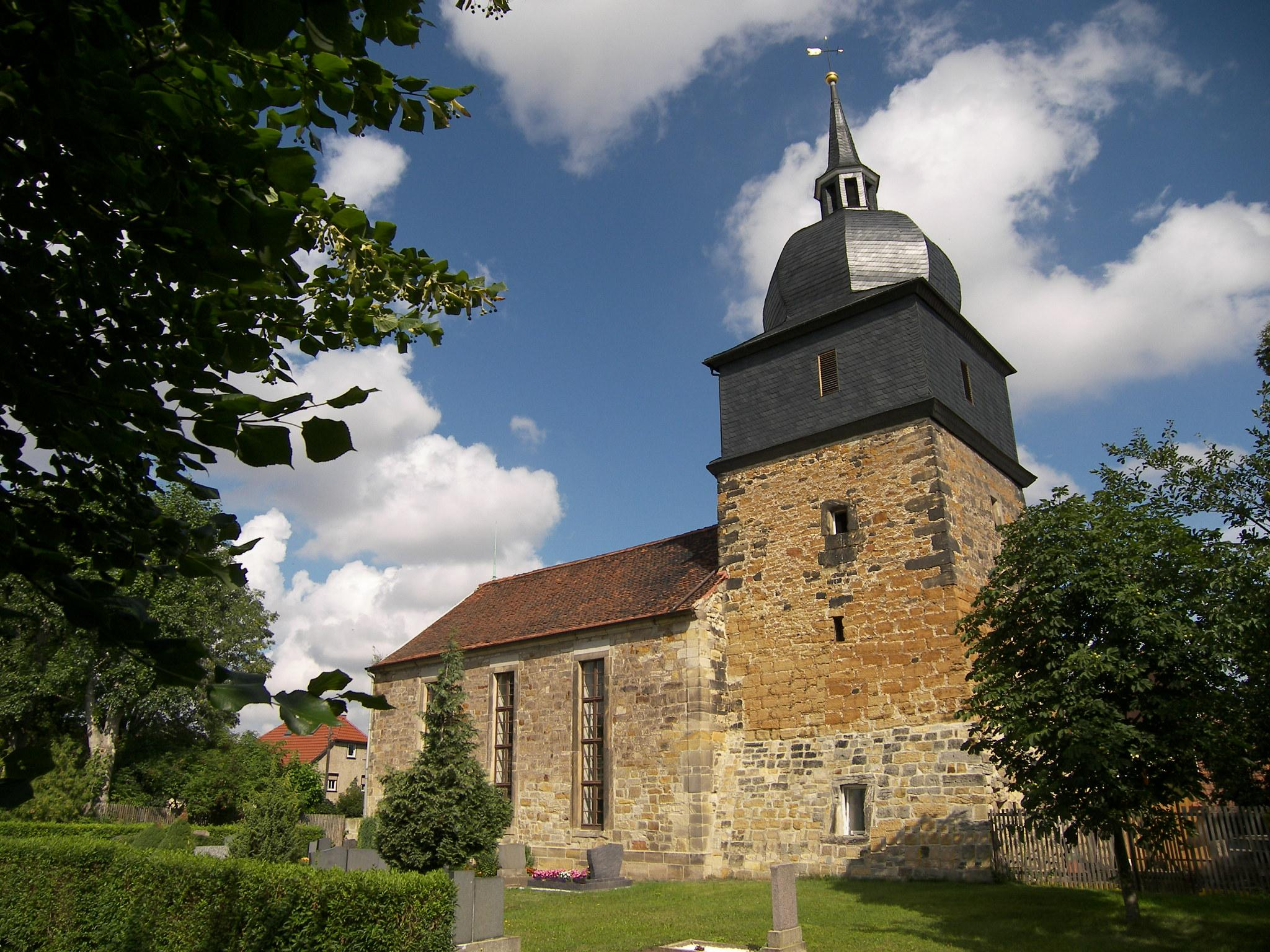
Großrettbach, St. Gotthard

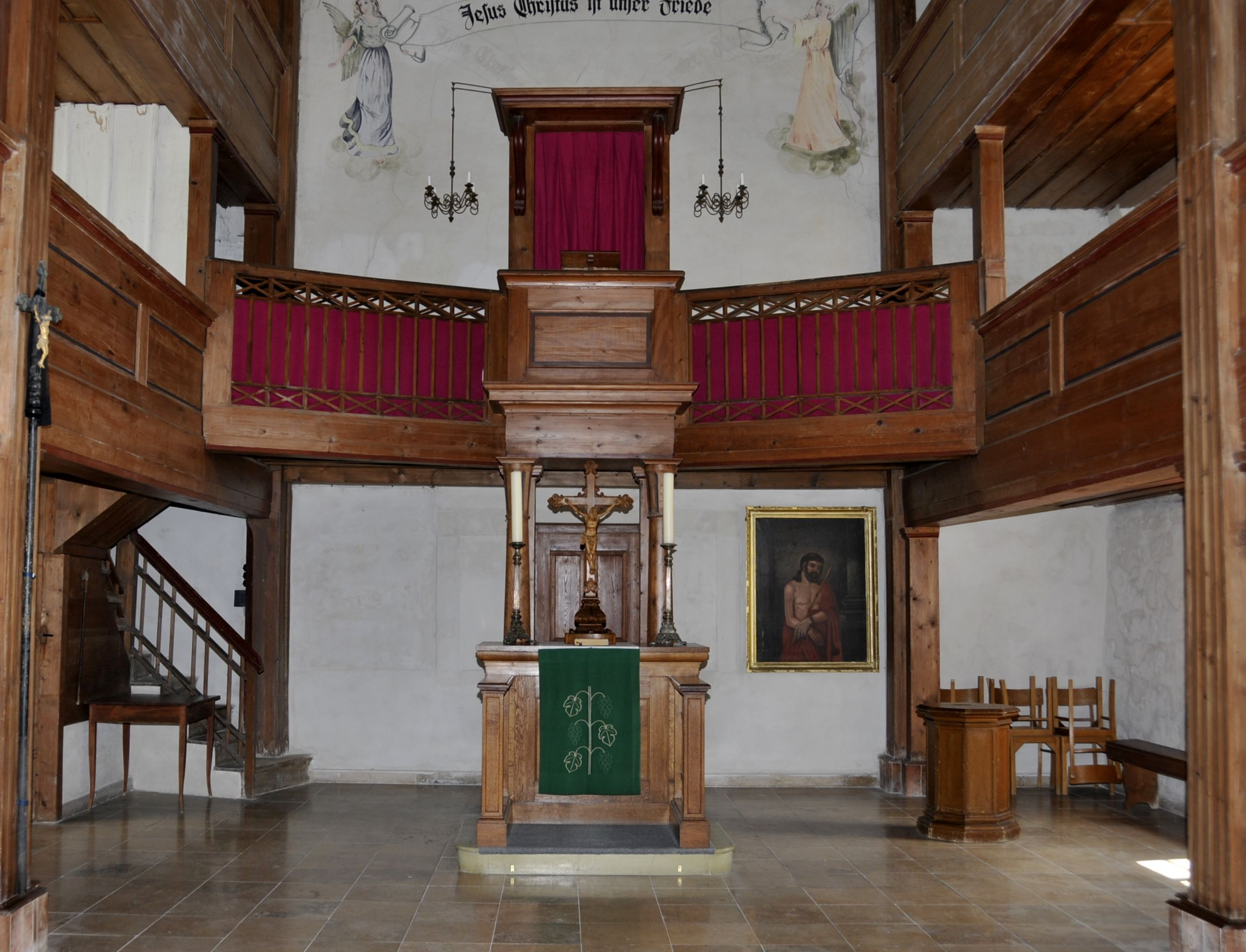
Innenansicht

Die evangelisch-lutherische Kirche St. Gotthard steht in Großrettbach, einem Ortsteil der Landgemeinde Drei Gleichen im thüringischen Landkreis Gotha. Sie ist nach Godehard von Hildesheim benannt. Die Kirchengemeinde Großrettbach gehört zur Pfarrei Apfelstädt der Region Drei Gleichen im Kirchenkreis Gotha der Evangelischen Kirche in Mitteldeutschland.

## Geschichte
Die Kirche ist von alters her St. Gotthard geweiht. Der Chorturm stammt aus romanischer Zeit. Im Erdgeschoss ist später ein gotisches Gewölbe eingebaut worden. Das Kirchenschiff ist nach dem Abriss des baufälligen Vorgängerbaus 1821 vollständig neu gebaut worden. Das alte Baumaterial wurde für den Neubau wieder verwendet.

## Beschreibung
Der Turm stammt in seinen ältesten teilen noch aus dem 12. Jahrhundert und erhielt im 18. Jahrhundert ein verschiefertes Geschoss für den Glockenstuhl erhielt, auf dem eine geschweifte Haube sitzt.
Das Kirchenschiff wurde 1821 ersetzt. Das Innere ist eine Emporenhalle in klassizistischen Formen, aber mit viel sichtbarem Holz. Die Muldendecke des Mittelschiffs wird von einem Metallgitter gestützt. Die flachgedeckten Seitenschiffe sind mit zweigeschossigen Emporen ausgestattet. Die Kanzel aus der Bauzeit ist erhalten.
Die erste von Adam Georg Bodinus gebaute Orgel wurde am 2. Oktober 1689 eingeweiht. Eine neue Orgel mit 15 Registern, verteilt auf 2 Manuale und Pedal, wurde 1738 von Nicolaus Gutjahr gebaut und 1837 von Johann Friedrich Schulze umgebaut.